# Nada El-Fadli
Nada El-Fadli –en árabe, ندى الفضلي– (nacida el 10 de febrero de 1991) es una deportista egipcia que compite en judo. Ganó una medalla de bronce en el Campeonato Africano de Judo de 2015 en la categoría de –70 kg.

## Palmarés internacional
| Campeonato Africano | Campeonato Africano | Campeonato Africano | Campeonato Africano |
| Año                 | Lugar               | Medalla             | Categoría           |
| ------------------- | ------------------- | ------------------- | ------------------- |
| 2015                | Libreville (Gabón)  | Medalla de bronce   | –70 kg              |